# Uni, Duni, Tê
"Uni, Duni, Tê" é uma música de 1985, do grupo Trem da Alegria. A faixa foi incluída no LP Trem da Alegria do Clube da Criança, sendo o primeiro single retirado do disco e uma das músicas mais lembradas do grupo.
Trata-se do primeiro single cuja composição pertence a Michael Sullivan, Paulo Massadas, que seriam compositores do repertório do Trem da Alegria até o fim do grupo, em 1992.

## Antecedentes
O sucesso do LP Clube da Criança de 1984, do qual participavam Patricia e Luciano, fez com que a gravadora RCA Records quisesse investir na formação de um novo grupo infantil, para tanto, um novo cantor mirim foi contratado (Juninho Bill) e em 1985 o primeiro LP do Trem da Alegria, intitulado Trem da Alegria do Clube da Criança, foi lançado.

## Produção e lançamento
Como carro chefe do trabalho a canção "Uni, Duni, Tê", que também é a primeira faixa do lado A do disco, foi escolhida. A faixa traz a participação especial do grupo The Fevers, e o álbum ainda trazia a versão instrumental da música como bônus.
Para promovê-la, um videoclipe musical foi feito, em 1985, dirigido por Paulo Netto. A canção era cantada na turnê nacional de promoção do disco, iniciada no mesmo ano.
A música está presente na primeira coletânea do grupo Trem da Alegria, lançada em 1992. Também foi incluída na compilação Focus: O essencial de Trem da Alegria da gravadora BMG.
Em 1987, a música ganhou uma versão cover, em língua francesa, na voz da cantora e atriz francesa Chantal Goya, que foi intitulada como "Dou ni dou ni day".

## Recepção
Após o lançamento, a faixa passou a ter destaque nas rádios brasileiras e em pouco tempo tornou-se o primeiro sucesso do grupo. A versão da cantora  Chantal Goya, chamada "Dou ni dou ni day" atingiu a posição de #35 na parada de sucessos francesa, em janeiro de 1987.

## Faixas
- Créditos adaptados da contracapa do compacto Uni, Duni, Tê.[14]

Lado A
| N.º | Título          | Compositor(es)                  | Participação | Duração |  |
| 1.  | "Uni, Duni, Tê" | Michael Sullivan Paulo Massadas | The Fevers   | 3:28    |  |

Lado B
| N.º | Título            | Compositor(es)                  | Participação | Duração |  |
| 1.  | "* Uni, Duni, Tê" | Michael Sullivan Paulo Massadas | The Fevers   | 3:28    |  |